# Terry Tyler
Terry Christopher Tyler (Detroit, Míchigan; 30 de octubre de 1956) es un exjugador de baloncesto estadounidense que jugó once temporadas de la NBA y otras tres en la liga italiana. Con 2,00 metros de altura, lo hacía en la posición de ala-pívot.

## Trayectoria deportiva

### Universidad
Jugó durante cuatro temporadas con los Titans de la Universidad de Detroit, en las que promedió 16,4 puntos y 12,6 rebotes por partido.

### Profesional
Fue elegido en la vigésimo tercera posición del Draft de la NBA de 1978 por Detroit Pistons, donde en su primera temporada asumió la titularidad desde el primer momento, promediando 12,9 puntos, 7,9 rebotes y 2,5 tapones por partido, lo que le sirvió para ser incluido en el mejor quinteto de rookies. Se convirtió en un especialista defensivo, a pesar de su corta estatura, apareciendo durante cinco temporadas consecutivas entre los mejores taponadores de la liga. Mantuvo su titularidad hasta la llegada de Kelly Tripucka al equipo en la temporada 1981-82.
En la temporada 1985-86 se convirtió en agente libre, optando por fichar por Sacramento Kings, recibiendo los Pistons en compensación dos futuras rondas del draft. En su primera temporada en los Kings salió en más de la mitad de los partidos como titular, pero sus números ya no eran como cuando empezó, promediando 9,5 puntos y 4,4 rebotes por partido. Ese año participó en el concurso de mates del All-Star Weekend, el concurso que ganó Spud Webb, quedando en la última posición.
Tras dos temporadas más en Sacramento, fue cortado, firmando contrato por una temporada con los Dallas Mavericks, donde dio minutos de descanso a Sam Perkins, en la que sería su última temporada en la NBA. Al año siguiente decidió continuar su carrera en Italia, fichando por el desaparecido Stefanel Trieste de la Serie A2, donde se convirtió en uno de los puntales del equipo, promediando 18,8 puntos y 12,1 rebotes por encuentro. Al año siguiente fichó por el Corona Cremona, y terminó su carrera jugando una temporada en el Rex Udine.

## Estadísticas de su carrera en la NBA

### Temporada regular
| Temp.   | Edad | Equipo     | Liga | P   | TIT | MIN  | TC  | TCA  | %TC  | 3P  | 3PA | %3P  | TL  | TLA | %TL  | R.OF. | R.DEF. | REB | ASIS | ROB | TAP | PER | FP  | PTS  |
| 1978-79 | 22   | Detroit    | NBA  | 82  |     | 31.2 | 5.6 | 11.5 | .482 |     |     |      | 1.8 | 2.7 | .658 | 2.6   | 5.3    | 7.9 | 1.1  | 1.3 | 2.5 | 1.7 | 3.1 | 12.9 |
| 1979-80 | 23   | Detroit    | NBA  | 82  |     | 32.6 | 5.2 | 11.3 | .465 | 0.0 | 0.1 | .167 | 1.7 | 2.3 | .765 | 2.8   | 4.9    | 7.6 | 1.6  | 1.3 | 2.7 | 2.1 | 2.9 | 12.3 |
| 1980-81 | 24   | Detroit    | NBA  | 82  |     | 31.1 | 5.8 | 10.9 | .532 | 0.0 | 0.1 | .000 | 1.8 | 3.0 | .592 | 2.4   | 4.5    | 6.9 | 1.7  | 1.4 | 2.2 | 2.0 | 2.6 | 13.4 |
| 1981-82 | 25   | Detroit    | NBA  | 82  | 0   | 24.3 | 4.1 | 7.8  | .523 | 0.0 | 0.0 | .250 | 1.7 | 2.3 | .740 | 1.9   | 4.1    | 6.0 | 1.5  | 0.9 | 2.0 | 1.5 | 2.2 | 9.9  |
| 1982-83 | 26   | Detroit    | NBA  | 82  | 56  | 31.0 | 5.1 | 10.7 | .478 | 0.0 | 0.2 | .133 | 1.8 | 2.4 | .745 | 2.2   | 4.4    | 6.6 | 1.9  | 1.3 | 2.0 | 1.5 | 2.7 | 12.1 |
| 1983-84 | 27   | Detroit    | NBA  | 82  | 7   | 19.5 | 3.8 | 8.4  | .453 | 0.0 | 0.2 | .154 | 1.1 | 1.6 | .712 | 1.3   | 2.2    | 3.5 | 0.9  | 0.8 | 0.7 | 1.0 | 1.8 | 8.8  |
| 1984-85 | 28   | Detroit    | NBA  | 82  | 53  | 24.4 | 5.1 | 10.4 | .494 | 0.0 | 0.1 | .000 | 1.3 | 1.8 | .716 | 1.8   | 3.4    | 5.2 | 0.8  | 0.6 | 1.1 | 0.9 | 2.3 | 11.6 |
| 1985-86 | 29   | Sacramento | NBA  | 71  | 52  | 23.3 | 4.2 | 9.1  | .455 | 0.0 | 0.0 | .000 | 1.2 | 1.6 | .750 | 1.5   | 2.9    | 4.4 | 1.3  | 0.9 | 1.5 | 1.3 | 2.2 | 9.5  |
| 1986-87 | 30   | Sacramento | NBA  | 82  | 48  | 23.5 | 4.0 | 8.1  | .495 | 0.0 | 0.0 | .333 | 1.2 | 1.7 | .721 | 1.4   | 2.6    | 4.0 | 0.9  | 0.7 | 1.0 | 1.0 | 1.8 | 9.3  |
| 1987-88 | 31   | Sacramento | NBA  | 74  | 28  | 16.0 | 2.5 | 5.5  | .452 | 0.0 | 0.1 | .143 | 0.6 | 0.9 | .641 | 1.2   | 2.1    | 3.3 | 0.8  | 0.6 | 0.6 | 0.6 | 1.1 | 5.5  |
| 1988-89 | 32   | Dallas     | NBA  | 70  | 11  | 15.1 | 2.4 | 5.1  | .469 | 0.0 | 0.1 | .111 | 0.7 | 0.9 | .758 | 1.1   | 1.9    | 3.0 | 0.6  | 0.3 | 0.6 | 0.7 | 1.3 | 5.5  |
| Total   |      |            | NBA  | 871 | 255 | 25.0 | 4.4 | 9.1  | .484 | 0.0 | 0.1 | .122 | 1.4 | 2.0 | .703 | 1.8   | 3.5    | 5.4 | 1.2  | 0.9 | 1.5 | 1.3 | 2.2 | 10.2 |

### Playoffs
| Temp.   | Edad | Equipo     | Liga | P  | MIN | TCA | TC  | 3PA | 3P | TLA | TL | R.OF. | REB | ASIS | ROB | TAP | PER | FP | PTS | %TC  | %3P  | %FT   | MIN  | PTS  | REB | AST |
| 1983-84 | 27   | Detroit    | NBA  | 5  | 42  | 10  | 24  | 0   | 0  | 5   | 9  | 5     | 7   | 1    | 0   | 3   | 1   | 4  | 25  | .417 |      | .556  | 8.4  | 5.0  | 1.4 | 0.2 |
| 1984-85 | 28   | Detroit    | NBA  | 9  | 179 | 49  | 100 | 0   | 1  | 22  | 27 | 15    | 40  | 3    | 6   | 4   | 9   | 17 | 120 | .490 | .000 | .815  | 19.9 | 13.3 | 4.4 | 0.3 |
| 1985-86 | 29   | Sacramento | NBA  | 3  | 51  | 2   | 10  | 0   | 0  | 4   | 4  | 3     | 8   | 4    | 2   | 3   | 1   | 5  | 8   | .200 |      | 1.000 | 17.0 | 2.7  | 2.7 | 1.3 |
| Total   |      |            | NBA  | 17 | 272 | 61  | 134 | 0   | 1  | 31  | 40 | 23    | 55  | 8    | 8   | 10  | 11  | 26 | 153 | .455 | .000 | .775  | 16.0 | 9.0  | 3.2 | 0.5 |